# Dawn of Mana
Dawn of Mana, conhecido no Japão como Seiken Densetsu 4 (聖剣伝説4, Seiken Densetsu Fō), é um jogo eletrônico lançado em dezembro de 2006 no Japão pela Square Enix para o console Playstation 2. É a continuação de Seiken Densetsu 3.

## Recepção
Dawn of Mana vendeu mais de 229.000 cópias no Japão até dez dias após o lançamento, e foi o jogo de PlayStation 2 mais vendido do Japão durante a semana de seu lançamento. Até novembro de 2008, vendeu mais de 340.000 cópias no Japão. Vendeu 40.000 cópias na América do Norte até novembro de 2007.